# John Murphy (homme politique)
Pour les articles homonymes, voir John Murphy.
John Murphy, né vers 1785 dans le comté de Robeson en Caroline du Nord et mort le 21 septembre 1841 dans le comté de Clarke en Alabama, est un homme politique démocrate américain. Il est gouverneur de l'Alabama entre 1825 et 1829 puis représentant de l'Alabama à la Chambre des représentants des États-Unis de 1833 à 1835.